# Andreas Reischek
Andreas Reischek (15 de setembro de 1845 - 3 de abril de 1902) foi um taxidermista, naturalista, ornitólogo e colecionador austríaco, que ficou notável por suas expedições de coleta de material sobre história natural em toda a Nova Zelândia. Também foi notório por pilhar sepulturas. Ao longo da vida, conseguiu materiais que ajudaram na compreensão da biologia e da distribuição da avifauna da Nova Zelândia.